# Nemeaci, Brodî
Nemeaci (în ucraineană Нем'яч) este un sat în comuna Popivți din raionul Brodî, regiunea Liov, Ucraina.

## Demografie
Componența lingvistică a localității Nemeaci
     Ucraineană (99,82%)
     Alte limbi (0,18%)
Conform recensământului din 2001, majoritatea populației localității Nemeaci era vorbitoare de ucraineană (99,82%), existând în minoritate și vorbitori de alte limbi.